# Assur-rabi II

Assur-rabi II was koning van Assyrië van ca 1016 v.Chr. tot 973 v.Chr.. 
Daarmee is zijn regeringsperiode een van de langste uit de Assyrische geschiedenis. Toch is er over deze koning zo goed als niets bekend, behalve dat de koningslijsten meer dan veertig eponiemen voor hem opsommen die ieder voor één regeerjaar zouden staan. Door sommige deskundigen wordt daarom getwijfeld aan de juistheid van de koningslijsten op dit punt en veronderstellen dat deze koning veel korter geregeerd zou hebben. Dit zou de gehele chronologie van voor zijn tijd met enige decennia inkorten, maar dit idee is zeker niet algemeen aanvaard.
Er is een inscriptie van een vazal van Assur-rabi en zijn opvolger Aššūr-reš-iši II die doet vermoeden dat Assyrisch gezag zo ver westelijk reikte als Shadikanni (nu Tell 'Ajaja) aan de Khabur. Echter, latere teksten van de tijd van Assur-dan II en Salmanasser III hebben het over de herovering van steden aan de Eufraat bij Til-Barsip die in de tijd van Assur-rabi verloren gegaan waren.
Er is bekend dat Assur-rabi II een jongere zoon van Assurnasirpal I was en zijn neefje Assur-nirari IV opvolgde. Verder is de tijd waarin hij regereerde een duistere en moeilijke tijd voor het Assyrische rijk waarin woestijnbewoners van Aramese afkomst steeds verder oprukken. Uit opgravingen aan de middenloop van de Eufraat blijkt dat de Assyriërs van de 11e tot de 8e eeuw v.Chr. in dat gebied, het land van Suhu en Laqê, een serie forten bouwden. Maar zij konden niet verhinderen dat er quasi-onafhankelijke Aramese vortendommen ontstonden. Deze tijd wordt wel de Aramese periode genoemd en er kwam pas met Tiglat-Pileser III een einde aan. De precieze gang van zake is niet duidelijk. Assur-rabi II werd opgevolgd door Aššūr-reš-iši II.